# Gian Burrasca (film 1943)
Gian Burrasca è un film del 1943, diretto da Sergio Tofano.
È ispirato al romanzo di Vamba Il giornalino di Gian Burrasca.

## Trama
Gian Burrasca è un vivace ragazzo che ama porsi al centro dell'attenzione dei suoi coetanei con giochi di prestigio imitati dal mondo adulto come quando in uno spettacolino improvvisato fracassa un orologio, chiede di chiudere gli occhi, e lo fa riapparire intatto. Il trucco stava nell'essersi prima procurato due orologi identici, uno della madre e un altro dell'amica Olga, madre di Marinella, alla quale Gian Burrasca l'aveva chiesto in prestito. 
La sparizione di uno dei due preziosi oggetti creerà in seguito equivoci, quali sospetti di cleptomania durante un ricevimento a casa Stoppani quando Gian Burrasca non può rimediare accordandosi con l'ignara complice Marinella che per l'appunto, dato che era piccola, era stata messa a letto. Per questo ricevimento Gian Burrasca aveva rimaneggiato gli inviti in modo tale includere il giornalista Tinti, l'innamorato ricambiato dell'affettuosa sorella complice Ada, in quanto simpatico a Gian Burrasca. Al contrario Virginia, l'altra sorella, si rivela sempre più arrivista nell'infatuazione, benedetta dallo Stoppani padre, per l'avvocato e infido politico populista Paolo Maralli. 
A causa dei molti guai che combina Gian Burrasca viene messo in collegio e in questa parte della storia il ragazzo dimostrerà di sapersi imporre, e guadagnando la fiducia dei compagni veterani e bulli, dimostrando di affrontare qualsiasi punizione pur di non fare la spia, e promuovendo una protesta e una ribellione a causa della qualità del cibo, una minestra fatta con la sciacquatura dei piatti. Gian Burrasca è punito dalla direzione del Collegio e rispedito a casa. Il padre, appoggiato dall'ambiente che lo circondava, minaccia il riformatorio. 
Gian Burrasca scappa da una vecchia zia la quale, venuta a conoscenza di come Giannino Stoppani veniva trattato in casa nonché del matrimonio non in chiesa, ma in comune, di Virginia, lo riporta a casa e tronca ogni legame con quella famiglia. Intanto il vecchio signor Venanzio, maltrattato dal nipote Paolo Maralli e simpatico a Gian Burrasca, muore e disereda l'avvocato stesso dando tutto in beneficenza prendendo alla lettera il suo slogan da politico, ovvero «Dare, dare, dare». Lascia solo una somma simbolica a Gian Burrasca il quale la investirà in una comoda poltrona da regalare al padre che da sempre rappresentava un suo desiderio. 
Paolo Maralli intanto perderà le elezioni grazie al giornalista Tinti che, nella sua campagna contro di lui, aveva usato parole d'ordine riguardanti la sua ambiguità. Infatti, per ristabilire i contatti con la vecchia zia di campagna, Maralli aveva ripetuto il matrimonio in chiesa, come rivelerà pubblicamente Gian Burrasca. 
In una vignetta Maralli, quale libero pensatore in città e bigotto campagna, era rappresentato come l'uomo dal piede in due scarpe.